# Ecuador (film)
Ecuador är en norsk dokumentärfilm i färg från 1954, regisserad, skriven och fotad av Per Høst. Precis som titeln antyder skildrar filmen Ecuador.